# Henrik Anker Bjerregaard
Henrik Anker Bjerregaard (født 1. januar 1792, død 7. april 1842) var en norsk digter.
Bjerregaard blev cand. jur. 1815, og derefter højesteretsadvokat, stiftsoverretsassessor og til slut højesteretsassessor i Kristiania. Da en Kristianiakøbmand 1820 havde udsat en pris af 100 speciedaler for den bedste nationalsang, var det Bjerregaards Sønner af Norge, der vandt prisen af de indkomne 22 arbejder, og hans sang kaldes derfor endnu "den kronede nationalsang". Han skrev et historiskt skuespil Magnus Barfods Sønner, der blev opført 1830 og gjorde megen lykke. Hans lille syngestykke Fjeldeventyret (1824) med Waldemar Thranes musik blev opført privat og gik siden over til Christiania Theater, hvor det 1850–88 er gået over scenen i alt 70 gange. I sine sidste år led han af livslede og menneskeforagt og gav disse følelser luft i en række svanesange. 